# Melita sulca
Melita sulca är en kräftdjursart som först beskrevs av Stout 1913.  Melita sulca ingår i släktet Melita och familjen Melitidae. Inga underarter finns listade i Catalogue of Life.